# 사르디니아와 코르시카
사르디니아와 코르시카 속주(라틴어: Provincia Sardinia et Corsica)는 현재의 이탈리아 사르데냐와, 프랑스 코르시카 지방에 있던 로마의 속주이다.
주도는 칼리아리이다.
기원전 238년경 로마 공화정에 합병 후, 속주가 되었다. 이곳은 455년 반달 왕국이 획득하며 폐지된다.